# Роанн (округ)
Роанн (фр. Roanne) — округ (фр. Arrondissement) во Франции, один из округов в регионе Рона-Альпы. Департамент округа — Луара. Супрефектура — Роанн.
Население округа на 2006 год составляло 153 402 человек. Плотность населения составляет 86 чел./км².
Площадь округа составляет всего 1780 км².